# ミシュコルツ - トルナナーダシュカ線
ミシュコルツ - トルナナーダシュカ線（ハンガリー語;Miskolc–Tornanádaska-vasútvonal）は、ハンガリー国鉄の鉄道線の名称である。路線番号は94。

## 歴史
1896年8月23日、ボルドヴァ谷鉄道（Boldvathal-Lokalbahn）はシャヨーエチェグ - トルナ（現在トゥルニャ）間を開通して、ゲメル産業鉄道（Gömörer Industriebahn）およびカシャ＝トルナ地方鉄道と連結した。鉄道会社はハンガリー王立鉄道の監督で運営された。

## 運行形態[2]
普通列車のみ、2時間に1本の運行。
2020年以前は、大部分がシャヨーケレストゥールを通過していて、代わりに92号線の全便が停車していた。

## 駅一覧
以下では、ハンガリー国鉄94号線の駅と営業キロ、停車列車、接続路線などを一覧表で示す。
- ■印：全列車停車
- 〇印：大部分停車、一部通過
- ｜印：全列車通過

| 路線名 | 駅名                             | 駅間営業キロ | 累計営業キロ | S | 接続路線                                                                      | 所在地                                 | 所在地         |
| ------ | -------------------------------- | ------------ | ------------ | - | ----------------------------------------------------------------------------- | -------------------------------------- | -------------- |
| 92     | ミシュコルツ・ティサイ駅         | -            | 11           | ■ | 80号線（ニーレジハーザ方面、ブダペスト方面） 90号線（ヒダシュネーメティ方面） | ボルショド・アバウーイ・ゼンプレーン県 | ミシュコルツ郡 |
| 92     | ミシュコルツ・ゲメリ駅           | 2            | 9            | ■ |                                                                               | ボルショド・アバウーイ・ゼンプレーン県 | ミシュコルツ郡 |
| 92     | シルマベシェニェー駅             | 4            | 5            | ■ |                                                                               | ボルショド・アバウーイ・ゼンプレーン県 | ミシュコルツ郡 |
| 92     | シャヨーケレストゥール駅         | 3            | 2            | ■ |                                                                               | ボルショド・アバウーイ・ゼンプレーン県 | ミシュコルツ郡 |
| 94     | シャヨーエチェグ駅               | 2            | 0            | ■ | 92号線（オーズド方面）                                                        | ボルショド・アバウーイ・ゼンプレーン県 | ミシュコルツ郡 |
| 94     | アルショーボルドヴァ駅           | 2            | 2            | ■ |                                                                               | ボルショド・アバウーイ・ゼンプレーン県 | エデレーニ郡   |
| 94     | ボルドヴァ駅                     | 3            | 5            | ■ |                                                                               | ボルショド・アバウーイ・ゼンプレーン県 | エデレーニ郡   |
| 94     | ボルショドシラーク駅             | 4            | 9            | ■ |                                                                               | ボルショド・アバウーイ・ゼンプレーン県 | エデレーニ郡   |
| 94     | エデレーニ下駅                   | 3            | 12           | ■ |                                                                               | ボルショド・アバウーイ・ゼンプレーン県 | エデレーニ郡   |
| 94     | エデレーニ駅                     | 2            | 14           | ■ |                                                                               | ボルショド・アバウーイ・ゼンプレーン県 | エデレーニ郡   |
| 94     | センドレーラード駅               | 5            | 19           | ■ |                                                                               | ボルショド・アバウーイ・ゼンプレーン県 | エデレーニ郡   |
| 94     | ビュデシュクートプスタ駅         | 4            | 23           | ● |                                                                               | ボルショド・アバウーイ・ゼンプレーン県 | エデレーニ郡   |
| 94     | センドレー駅                     | 4            | 27           | ■ |                                                                               | ボルショド・アバウーイ・ゼンプレーン県 | エデレーニ郡   |
| 94     | センドレー上駅                   | 1            | 28           | ■ |                                                                               | ボルショド・アバウーイ・ゼンプレーン県 | エデレーニ郡   |
| 94     | サロンナ駅                       | 4            | 32           | ■ |                                                                               | ボルショド・アバウーイ・ゼンプレーン県 | エデレーニ郡   |
| 94     | ペルクパ駅                       | 4            | 36           | ■ |                                                                               | ボルショド・アバウーイ・ゼンプレーン県 | エデレーニ郡   |
| 94     | ヨーシュヴァフェー・アグテレク駅 | 2            | 38           | ■ |                                                                               | ボルショド・アバウーイ・ゼンプレーン県 | エデレーニ郡   |
| 94     | ボードヴァシラシュ駅             | 7            | 45           | ■ |                                                                               | ボルショド・アバウーイ・ゼンプレーン県 | エデレーニ郡   |
| 94     | コムヤーティ駅                   | 1            | 46           | ■ |                                                                               | ボルショド・アバウーイ・ゼンプレーン県 | エデレーニ郡   |
| 94     | トルナナーダシュカ駅             | 3            | 49           | ■ |                                                                               | ボルショド・アバウーイ・ゼンプレーン県 | エデレーニ郡   |